# Museu Oriental de Valladolid
El Museu Oriental de Valladolid és un museu d'art i cultura oriental situat a Valladolid a Espanya que recull una important col·lecció d'art oriental.

## Història
La seu del museu és el Real Colegio dels Padres Agustinos, edifici neoclàssic que es va començar a construir l'any 1759, amb plànols de Ventura Rodríguez.
Les actuals instal·lacions es van inaugurar l'any 1980, però els orígens en remunten a molt abans i estan relacionats amb la presència dels Agustins a la Xina, el Japó i Filipines a partir de 1565. El convent fou fundat precisament amb l'objectiu de formar sacerdots catòlics a Espanya per ser enviats a aquests territoris; i els que ten ornaven eren carregats d'objectes que havien d'ajudar a formar les noves generacions de religiosos que es preparaven a la carrera de missionari. A partir d'aquesta col·lecció que es va desenvolupar la idea del museu, que es materialitzà l'any 1874 quan es decidí dedicar-hi uns espais a l'ala oriental del convent.
La col·lecció s'amplià de forma important després de l'Exposició Vaticana de Missions de 1925, ja que moltes de les peces enviades pels agustins a Roma van acabar a Valladolid. Finalment, en els últims trenta anys el fons del museu s'havia enriquit d'aportacions de religiosos i donacions de particulars, entre les quals cal destacar les de S.C. Cheng i la Dra. Luana Cheng Tee, el pare Nicanor Lana López, Tita y Andrew de Gherardi, Luis Mª de Emaldi, José Antonio Villegas i Mª del Tránsito de Villegas, les germanes Teresa y Pilar Rioja-Padilla i el matrimoni de José Pedro Ibáñez y Guadalupe Urbón.
Fins al dia d'avui els pares agustins en van dur a terme la gestió. Cal esmentar el director des de l'any 1979, el pare Blas Sierra de la Calle.

## Col·lecció
La col·lecció destaca per les fonts procedents de la Xina i Filipines, formades per milers de peces de diferents èpoques i regions. Es completa amb materials del Japó, així com un conjunt de peces d'Amèrica del Sud que no estan exposades.
L'actual proposta museogràfica, renovada per darrer cop l'any 2006, s'organitza al voltant de divuit sales, dedicades a la Xina, Filipines i el Japó:
- L'art xinès ocupa vuit sales on s'exposen peces amb una cronologia que va del segle V aC al segle XX: bronzes, monedes xineses i bitllets, ceràmica i porcellana, obres d'orfebreria en plata, esmalts, peces de marfil, escultures de jade, esteatita, fusta i mareperla, cal·ligrafies i instruments cal·ligràfics, pintures sobre paper i seda, vestits i teixits brodats en seda, mobiliari tallat, laques i tabaqueres.[6]
- Les cinc sales d'art filipí són el conjunt més complet d'Europa.[7] En elles es mostra des de ceràmica neolítica fins obres del segle xix i, en especial, material etnològic de les cultures de Luzon, Mindanao i Jolo. S'il·lustra també la història del Galió de Manila o Galió d'Acapulco, així com l'art hispano-filipí dels segles xvii al XIX i records històrics de la Guerra de 1898 i dels últims soldats espanyols a les Filipines.[8]
- Les quatre sales d'art japonès exposen obres dels períodes Edo (1603-1868) i Meiji (1868- 1912): escultures budistes i xintoistes, algunes peces d'origen cristià, laques, esmalts cloisonné i musen, quimonos, màscares de teatre noh, armadures, katanes i altres armes, ceràmiques i porcellanes, pintures i cal·ligrafies del segle xvii, gravats ukiyo-e, així com fotografies i pintures del segle xix.[9]

El museu edita la revista Cuadernos del Museo Oriental, a més de catàlegs, guies, etc.